# Огай Мори
Ринтаро Мори (на японски: 森林 太郎) е японски армейски офицер (генерал) хирург, преводач, поет и писател, автор на произведения в жанровете драма, биография, исторически роман, любовен роман и разказ, сред основоположниците на модерната японска литература. Пише под псевдонима Огай Мори (森 鴎 外). Баща е на писателката Мари Мори.

## Биография и творчество
Роден е на 17 февруари 1862 г. в гр. Цувано (днес в префектура Шимане, Япония, в семейството на Масаясу Мори от кастата на самураите, потомствен лекар на даймьото (владетел, крупен военен феодал) на княжество Цувано. През 1872 г., след Реставрацията Мейджи и ликвидирането на даймьо системата, семейството му се мести в Токио.
В изпълнение на семейната традиция учи медицина (1874-1881) в Държавното медицинско училище (предшественик на Медицинското училище на Имперския университет в Токио). Дипломира се на 19 години, постъпва в императорската японска армия като военен лекар, където през 1882 г. е назначен за заместник-хирург (лейтенант), специализира се по военна медицина и хигиена. В периода 1884 – 1885 г. е изпратен от армията да следва медицина в Германия. По време на следването си се запознава с европейската литература.
След завръщането си в Япония през май 1885 г. е повишен в звание хирург І клас (капитан). След завършването на Армейския военен колеж (1988) е повишен в старши хирург ІІ клас (подполковник) през 1889 г. В работата си като старши военен лекар настоява за по-научен подход към медицинските изследвания, дори издава медицинско списание със собствени средства.
Едновременно се опитва да съживи японската литература и издава в периода 1889 – 1894 г. свои литературно списание „Shigarami sōshi“ и поетичен сборник „Omokage“ през 1890 г. Счита, че литературата трябва да отразява емоционалната и духовна област на героите.
През 1890 г. е издаден романът му „Maihime“ (Танцуващото момиче), който е базиран на собствения му опит от нещастна привързаност между германско момиче и японски студент в Берлин. Романът е нова вълна сред японската литература и инициира мода за автобиографични откровения сред японските писатели.
През май 1893 г. е повишен в старши хирург І клас (полковник). През 1899 г. се жени за Акамацу Тошико, дъщеря на адмирал Акамацу Норийоши. Имат син, развеждат се следващата година. През 1902 г. се жени за Шиге Араки, с която имат 2 дъщери и 2 сина.
В началото на Първата китайско-японска война от 1894 – 1895 г. е изпратен в Манджурия, а през следващата година – в Тайван. През февруари 1899 г. е назначен за ръководител на Медицинския корпус на армията в Кокура със звание хирург генерал-майор. През 1902 г. е преназначен в Токио. През 1907 г. е произведен в главен хирург на армията (генерал-лейтенант), най-високото звание в Медицинския корпус на японската армия.
Става първия ръководител на Имперската академия по изящни изкуства, по-късно преименувана на Японска художествена академия. Ръководител е и на Съвета за изследвания на Бери-бери, като открива причината за тази болест.
Заедно с работата си продължава да пише. От ранния период на писателя най-популярен е романът му „Gan“ (Дивата гъска), представящ история за непризната любов на наемодателка към студент по медицина, който всеки ден минава край дома ѝ. През същия период превежда автобиографичния роман „The Improvisatore“ на Ханс Кристиан Андерсен. По-късно превежда произведения на Гьоте, Шилер, Ибсен, Герхарт Хауптман.
През 1912 г. Мори е дълбоко развълнуван от самоубийството на генерал Ноги Маресуке след смъртта на император Мейджи и се насочва към историческите романи, които изобразяват кодекса на самурая. Героите му са силни воини, които като генерал Ноги се самоубиват, за да следват своите господари в гроба. Макар произведенията му да изглеждат студени, тяхната сила и почтеност са близки до идеалите на самураите, които той адмирира.
През 1916 г. е назначен за директор на императорския музей. В периода 1916 – 1921 г. насочва вниманието си към биографиите на трима лекари от периода Едо.
Ринтаро Мори умира от бъбречна недостатъчност и белодробна туберкулоза на 8 юли 1922 г. в Токио, Япония.

## Произведения (частично)
- Maihime, 舞姫 (1890)
- Utakata no ki, うたかたの記 (1890)
- Fumizukai, 文づかひ (1891)
- Wita sekusuarisu, ヰタ・セクスアリス (1909)
- Seinen, 青年en (1910)
- Gan, 雁 The (1911 – 1913)
- Okitsu Yagoemon no isho, 興津弥五右衛門の遺書 (1912)
- Sanshō Dayū, 山椒大夫 (1915)
- Takasebune, 高瀬舟 (1916)
- Shibue Chūsai, 渋江抽斎 (1916)
- Izawa Ranken, 伊澤蘭軒 (1916 – 1917)
- Hojo Katei, 北条霞亭 (1917 – 1918)

### Разкази
- В преустройството в „Японски разкази“, изд.: „Народна култура“, София (1973), прев. Христо Кънев и др.

### Екранизации
- 1930 Takasebune
- 1938 Abe ichizoku
- 1953 Gan
- 1954 Управителят Саншо – по разказа „Sanshô dayû“
- 1962 Takasebune – ТВ сериал
- 1966 Gan
- 1976 Anju to zushiô – ТВ сериал
- 1988 Takasebune
- 1989 Maihime – сюжет
- 2004 Nonki na neesan
- 2010 Bungo: Nihon bungaku shinema – ТВ сериал, 1 епизод по „Takasebune“